# Antiveduto Grammatica
Antiveduto Grammatica ou della Grammatica ou Gramatica (Sienne ou Rome, 1571 - Rome, 1626) est un peintre italien baroque de la fin du XVIe et du début du XVIIe siècle.

## Biographie
D'origine siennoise par sa famille; d'après Giovanni Baglione, Antiveduto est prénommé ainsi par son père qui aurait prévu sa naissance dans un voyage entre Sienne et Rome (Antiveduto = « prévu »).
Après s'être formé dans l'atelier de Domenico Angelini (de Pérouse), il se rend à Rome en 1578 avec son père. Il y exerce comme peintre de têtes de personnalités célèbres et installe son propre atelier près de l'église San Giacomo in Augusta vers 1591.
En 1593  il est reçu à l'Accademia di San Luca. Ses protecteurs sont le cardinal Francesco Maria Bourbon del Monte et le marquis Vincenzo Giustiniani. Il est connu pour avoir accueilli en 1593, un jeune peintre, Michelangelo Merisi (qui n'est pas encore Le Caravage). Il lui a confié le soin de réaliser des copies d'œuvres pieuses destinées aux amateurs peu fortunés, avant qu'il ne fasse des œuvres personnelles à son compte.
Il est nommé Principe de  la Pontifica Insigne Accadelia di Belle Arti et Letteratura del Virtuosi al Pantheon en 1624.

## Œuvres

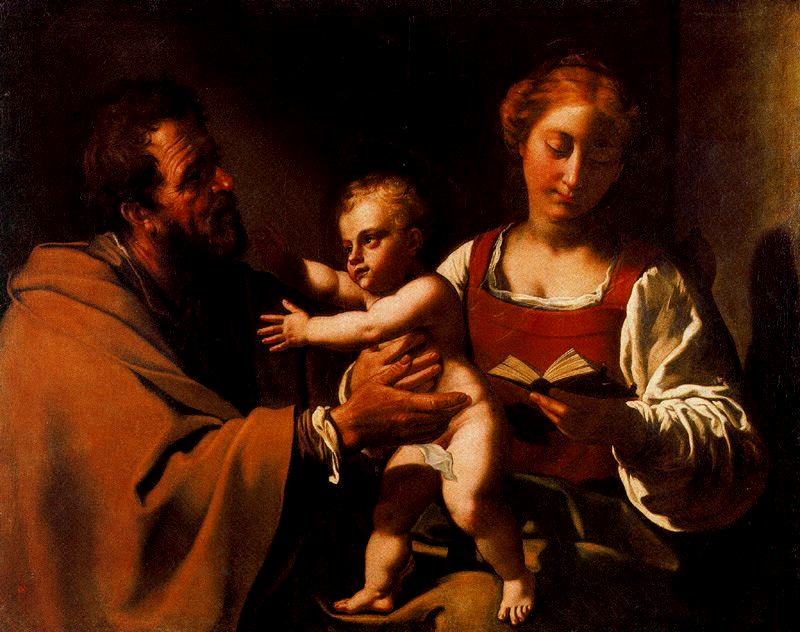
Segrada Familia de Grammatica. Peinture publiée vers 1619, collection de la Galerie Palatine, Italie.

Sa plus ancienne commande est un Christ sauveur avec saint Stanislaus de Krakow, saint Adalbert de Prague et sainte Hyacinthe Odrowaz, peinte pour le maître-autel de l'église de Rome, San Stanislao dei Polacchi. Il travailla aussi à Naples où il laissa quelques œuvres à l'abbaye des Camaldules. Il s'inspire d'abord du maniérisme tardif de barocci comme dans La Libération de saint Pierre à San Salvatore in Lauro à Rome. Il se convertit ensuite, à partir de 1610, au naturalisme caravagesque, comme dans Le Joueur de luth de la Galerie Sabauda de Turin.
- Christ sauveur avec saint Stanislaus de Krakow, saint Adalbert de Prague et sainte Hyacinthe Odrowaz, église San Stanislao dei Polacchi, Rome.
- Joueur de luth, Galerie Sabauda (Turin).
- Vision de saint Romuald  (v. 1619), Œuvres pour les frères camaldules de Frascati.
- Madonna della pappa, musée du couvent San Marco, Florence.
- Sainte Catherine, National Brukenthal Museum, Roumanie.
- Marie-Madeleine au tombeau, Musée de l'Ermitage, Saint-Pétersbourg.
- Judith avec la tête d'Holopherne (ou Salomé recevant la tête de Jean-Baptiste[4]), Indiana University Art Museum, Bloomington.
- Sainte Cécile et deux anges, Kunsthistorisches Museum, Vienne.
- Allégorie de la Musique (1610-1613), huile sur toile de  122 cm × 91,5 cm, signée  Antiveduto de Gramatica Rom F. [5].
- Sainte Famille au dévidoir avec saint Jean-Baptiste, musée des Augustins, Toulouse (attribuée par Gianni Papi en 2002).
- L'Ange gardien, musée des beaux-arts, Marseille
- Tête de vieillard, musée des beaux-arts de Chambéry.
- David revenant avec la tête de Goliath,  musée Apsley House, collection Whitfield, Londres
- Saint François entre deux anges,
- La Sainte Famille, huile sur toile, 101 × 125 cm, galerie Palatine, palais Pitti, Florence[6]
- Le Christ et les docteurs, pinacothèque, Viterbe.
- Ritrovamento di Mosè et San Pier Damiani, collections de la Monte dei Paschi de Sienne.
- Sainte Famille au dévidoir avec Saint Jean, 1620-1625, huile sur toile, musée des Augustins, Toulouse[7].

## Sources